# Euphorbia cruentata
Euphorbia cruentata là một loài thực vật có hoa trong họ Đại kích. Loài này được Graham mô tả khoa học đầu tiên năm Oct. 1832.